# 3853 Haas
3853 Haas eller 1981 WG1 är en asteroid i huvudbältet som upptäcktes den 24 november 1981 av den amerikanske astronomen Edward L.G. Bowell vid Anderson Mesa Station. Den är uppkallad efter den amerikanske amatörastronomen Walter H. Haas.
Asteroiden har en diameter på ungefär 8 kilometer.